# Alberto Erede
Alberto Erede (8 de noviembre de 1909 - 12 de abril de 2001) fue un director de orquesta italiano especialmente relacionado con el repertorio operístico. 

## Biografía
Nacido en Génova, Erede inició allí sus estudios, que continuó en Milán, en Basilea (con Felix Weingartner), y posteriormente con Fritz Busch en Dresde. Debutó en Turín en 1935, dirigiendo El anillo del nibelungo. También dirigió en el Festival de Salzburgo. Fritz Busch le invitó al Festival de Glyndebourne en Inglaterra, donde dirigió varias actuaciones antes de la guerra.
Erede volvió a Inglaterra después de la guerra, en 1946, para convertirse en director musical de la New London Opera Company. De 1950 a 1955 dirigió en el Metropolitan Opera House (Nueva York). El 21, 23 y 25 de septiembre de 1956 dirige a la Orquesta Nacional de España interpretando el Barbero de Sevilla, con Ettore Bastiniani, Gianna D'Angelo, Cesare Valletti, Melchore Luise, Paolo Montarsolo, Rina Corsi, Renato Ercolani, M. Laporta. A partir de 1956 fue a la Deutsche Oper am Rhein y desempeñó allí el cargo de director musical desde 1958 a 1962. Dirigió el Lohengrin de Richard Wagner en el Bayreuth Festspielhaus en 1968, siendo el primer italiano que actúa allí desde Victor de Sabata. 
Murió en Montecarlo en 2001.

## Grabaciones
Durante la década de 1950 Erede realizó numerosas grabaciones de óperas de autores italianos para Decca Records con Renata Tebaldi y el coro y la orquesta de la Academia Nacional de Santa Cecilia (Roma). Algunas se enumeran a continuación:
- Puccini: La Bohème - con Giacinto Prandelli, Hilde Gueden, Giovanni Inghilleri, Raphael Arié, Fernando Corena.
- Puccini: Tosca - con Giuseppe Campora, Enzo Mascherini, Dario Caselli, Fernando Corena, Antonio Sacchetti.
- Puccini: Madama Butterfly - con Nell Rankin, Giuseppe Campora, Giovanni Inghilleri, Piero de Palma.
- Puccini: Turandot - con Inge Borkh, Mario del Monaco, Fanelli, Renato Ercolani, Fernando Corena, etc.
- Verdi: Aida - con Ebe Stignani, Mario del Monaco, Fernando Corena, Aldo Protti.
- Verdi: Otello - con Mario del Monaco, Aldo Protti, Piero de Palma, Luisa Ribacchi.
- Donizetti: La favorita - Giulietta Simionato, Jerome Hines, Gianni Poggi, Ettore Bastianini, con Maggio Musicale Fiorentino.
- Rossini: El barbero de Sevilla - Giulietta Simionato, Cesare Siepi, Fernando Corena, Cavallari, Misciano.
- Verdi: Il Trovatore - con Renata Tebaldi, Mario del Monaco, Giulietta Simionato, Ugo Savarese, con Coro del Maggio Musicale Fiorentino y Orquesta del Gran Teatro de Ginebra.